# Tajuria albipicta
Tajuria albipicta är en fjärilsart som beskrevs av Hans Fruhstorfer 1912. Tajuria albipicta ingår i släktet Tajuria och familjen juvelvingar. Inga underarter finns listade i Catalogue of Life.